# Chrysotimus grandis
Chrysotimus grandis är en tvåvingeart som beskrevs av Wang 2006. Chrysotimus grandis ingår i släktet Chrysotimus och familjen styltflugor. Inga underarter finns listade i Catalogue of Life.